# Nannothrissa stewarti
Nannothrissa stewarti är en fiskart som beskrevs av Max Poll och Roberts, 1976. Nannothrissa stewarti ingår i släktet Nannothrissa och familjen sillfiskar. IUCN kategoriserar arten globalt som starkt hotad. Inga underarter finns listade i Catalogue of Life.